# 펫 도어

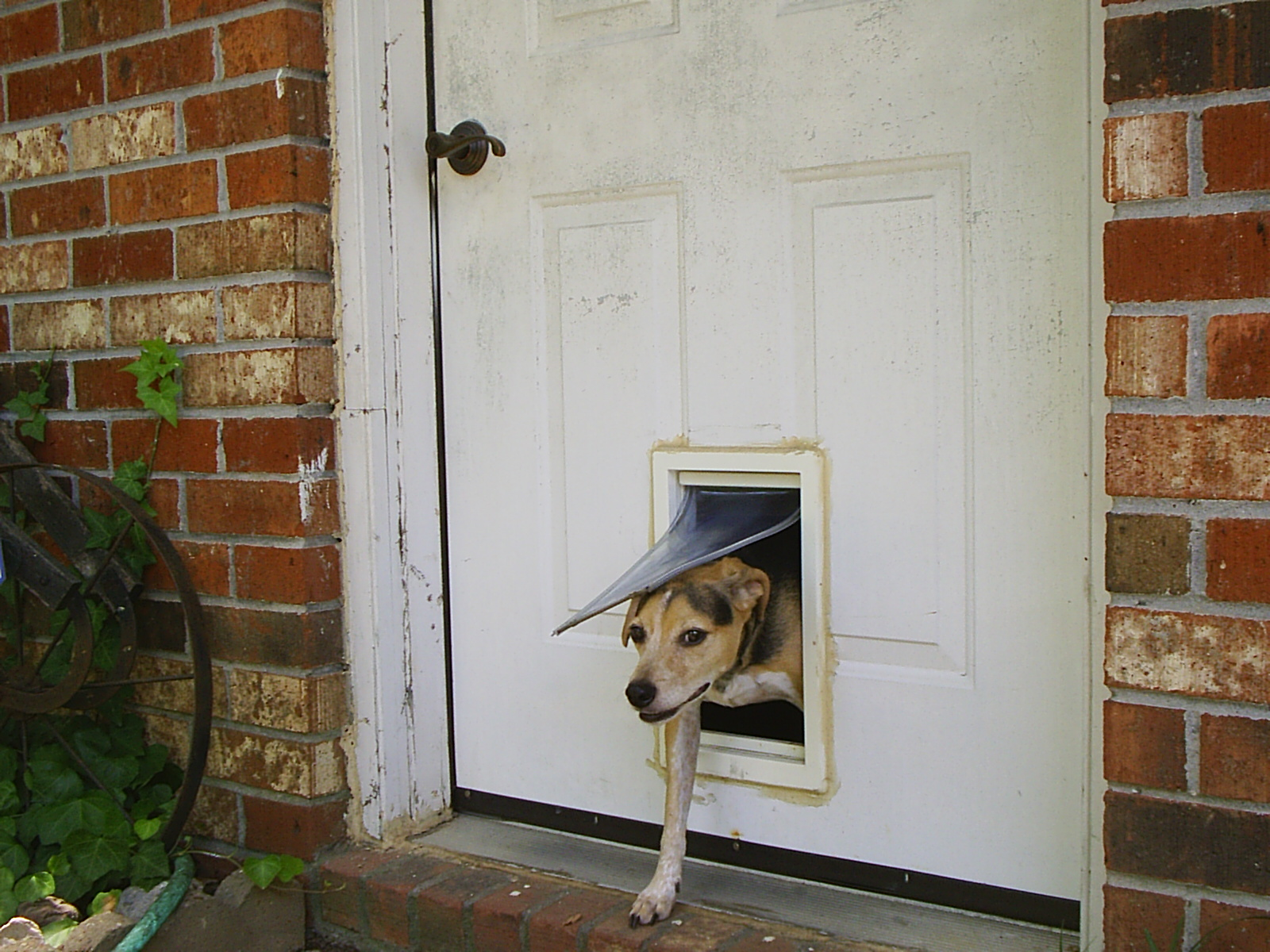
펫 도어로 빠져나가는 개

펫 도어(영어: Pet door)는 개, 고양이 등의 애완동물용 출입구 문이다. 펫 플랩(pet flap), 캣 플랩(cat flap), 도그 도어(dog door), 도기 도어(doggie door)라고도 한다. 일반적으로 문 하단에 구멍을 내어 설치한다.